# Maaselkä (sjö i Joensuu, Norra Karelen)
Maaselkä är en sjö i kommunen Joensuu i landskapet Norra Karelen i Finland. Sjön ligger 129,9 meter över havet. Den är 8,3 meter djup. Arean är 79 hektar och strandlinjen är 12,93 kilometer lång. Sjön  ingår i Jänisjokis huvudavrinningsområde.   Den ligger omkring 37 kilometer öster om Joensuu och omkring 410 kilometer nordöst om Helsingfors. 
I sjön finns ön Kalliosaaret. 